# Newbold and Dunston
Newbold and Dunston var en civil parish från 1866 till 1920 då den blev en del av Chesterfield och Brampton, i grevskapet Derbyshire, i England. Denna civil parish hade 6 869 invånare år 1911. Newbold and Dunston var ett distrikt från 1894 till 1911.